# Heimer Björkqvist
Frans Heimer Björkqvist, född 26 december 1915 i Nedervetil, död 2 maj 1993 i Åbo, var en finländsk nationalekonom.
Björkqvist blev politices doktor 1956. Han var 1945–1949 läroverkslärare i Helsingfors, sedan forskare vid Finlands Bank, 1958 docent och 1958–60 tillförordnad professor i nationalekonomi vid Helsingfors universitet; professor vid Handelshögskolan vid Åbo Akademi 1959–1978. I sina vetenskapliga arbeten behandlade han bland annat olika skeden i det finländska penningväsendets utveckling, närmast från doktrinhistorisk synvinkel. Av hans verk kan nämnas Guldmyntfotens införande i Finland åren 1877–1878 (1953), Valutakurser och valutapolitik i Finland åren 1810–1865 (1968) och den digra studien Den nationalekonomiska vetenskapens utveckling i Finland intill år 1918 (1986). 